# Качалов, Никита Данилович
Ники́та (Ми́тка) Дани́лович Кача́лов (ум. 15 мая 1591, Углич) — племянник дьяка Михаила Битяговского, один из фигурантов Угличского дела.

## Роль в истории
По свидетельствам летописных источников, Никита Качалов вместе со своим дядей был отправлен Борисом Годуновым в Углич для убийства царевича Дмитрия, где и погиб, умерщвлённый народом. Подробнее см. Угличское дело.